# Hitomi Sato
Hitomi Sato (Hakodate, 23 december 1997) is een Japans professioneel tafeltennisster. Zij speelt rechtshandig.

## Belangrijkste resultaten
- Zilver met het team op het wereldkampioenschap 2022.
- Brons in het dubbelspel op het wereldkampioenschap 2019 met Honoka Hashimoto.